# Суровцев, Флавиан Михайлович
Суровцев Флавиан Михайлович (псевд. Нерчуган; 18 февраля 1894, Нерчинск, Забайкальский край — 1 декабря 1937, Пенза) — советский художник-живописец, график-иллюстратор. В творчестве тяготел к станковой живописи, графике, плакату и монументальному искусству, иллюстрировал книги. Иногда подписывал произведения псевдонимом «Нерчуган».

## Биография
Флавиан Суровцев родился в Нерчинске в семье старообрядцев. Образование получил в Нерчинском реальном училище.
В 1918 году окончил Читинскую художественно-промышленную школу.
После окончания школы в Нерчинске заведовал художественно-ремесленным приютом, работал инструктором театрального отдела Союза кооператоров Забайкалья.
Осенью 1919 участвовал в отчетной выставке Художественного кружка любителей искусства, созданного при журнале «Театр и искусство».
В 1920 году участвовал в передвижной художественной выставке в Харбине.
В 1921 его работы были включены в передвижную выставку на Красном поезде им. Л. Д. Троцкого.
В 1921 году во время Рождественских праздников были проведены персональные выставки художников Флавиана Суровцева и Ивана Сверкунова в Читинской художественно-промышленной школе.
В 1922 эмигрировал в Китай, жил в Харбине. Флавиан Суровцев был пламенным большевиком и даже сына назвал Коммунар (Нарик, Николай).

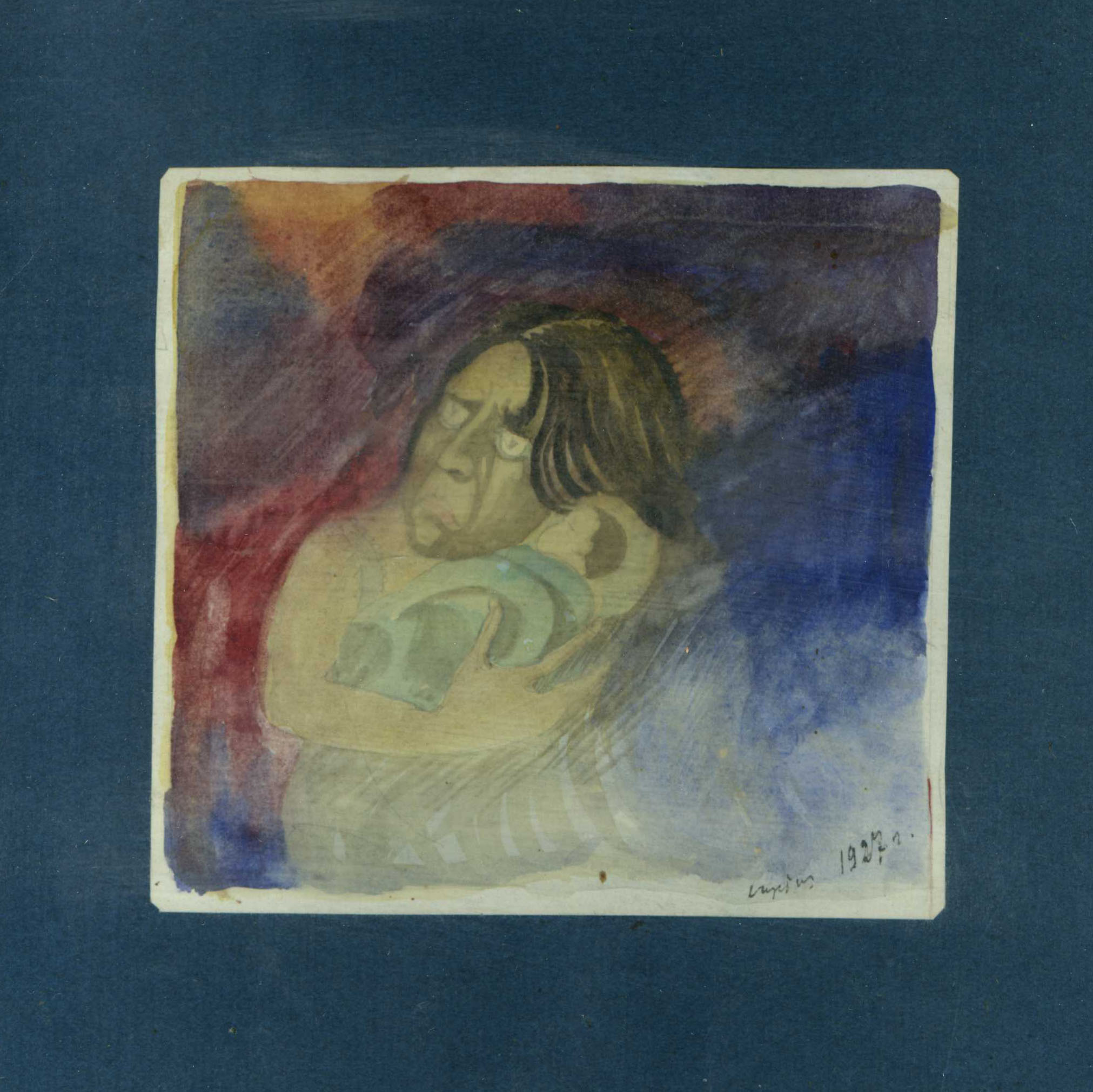
Flavian Surovcev, watercolor, 27X27, 1927

В середине 1930-х активно выступал за создание творческого объединения современных художников (ОСХ) для организации в Харбине и проведения групповых художественных выставок.
В 1935 возвратился с семьей (11-летним сыном и женой) в СССР в город Пензу, где был принят Заведующим учебной частью ПХУ, организатор Пензенского Союза Художников России, преподаватель методики ИЗО и истории искусства.
Зав.уч. Пензенского художественного училища с 31 июля 1935 года по 21 октября 1937 года.

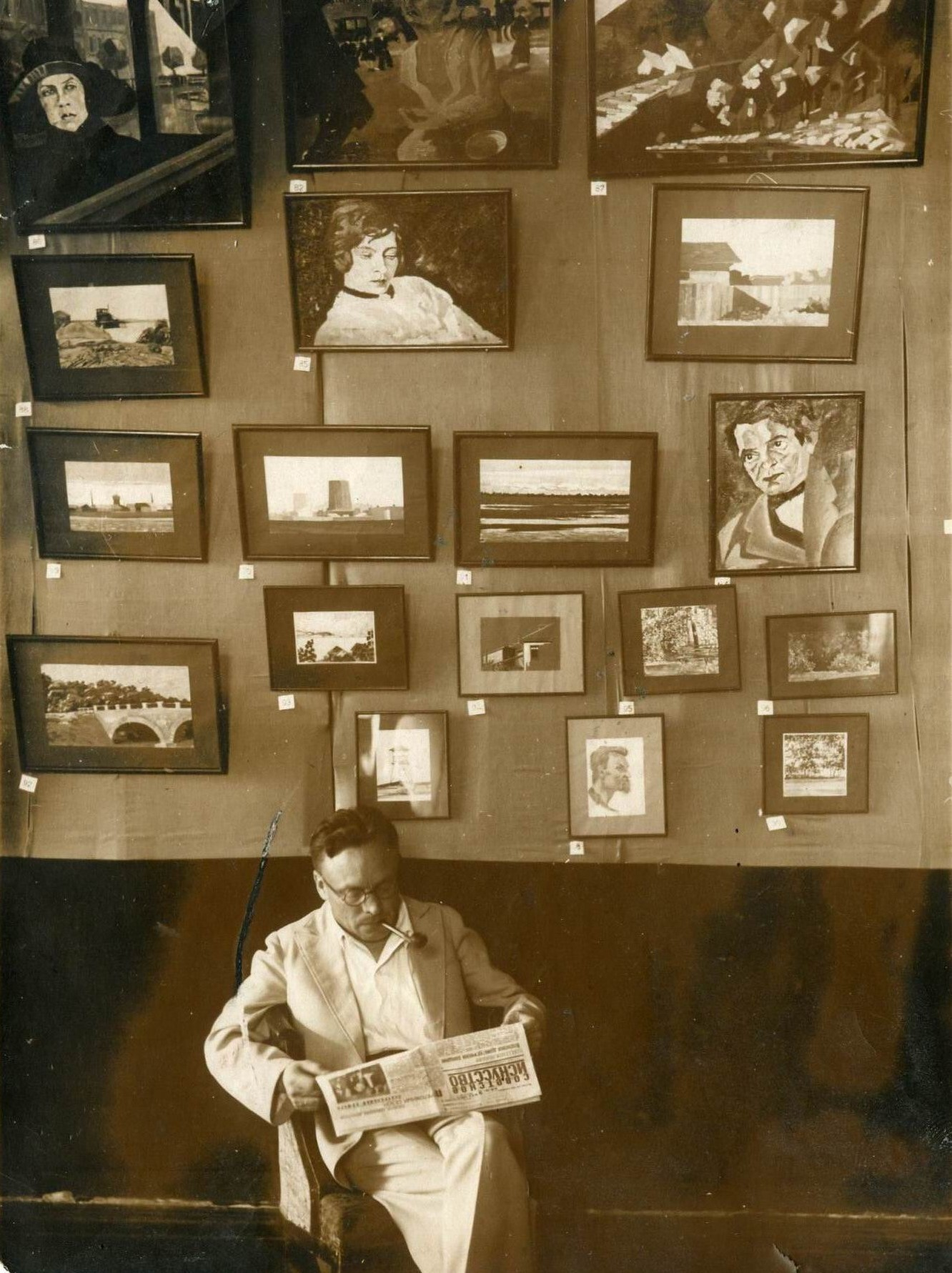
Flavian Surovcev 1936

«В последних числах февраля 1937 года, состоялось организационное собрание Пензенского филиала Союза советских художников (ССХ). В состав Союза вошли 25 художников города и района, работавших в художественном училище, театрах, клубах и школах; председателем филиала был избран недавно переехавший в Пензу с Дальнего Востока Флавиан Михайлович Суровцев (1894—1937). В задачи союза входили организация выставок картин членов ССХ и экскурсий в художественные музеи Москвы и Ленинграда, устройство лекций, докладов и бесед на темы изобразительных искусств. При филиале был организован художественный совет для контроля за продукцией, которую выпускала кооперативная артель „Художник“, а также консультаций при пополнении новыми экспонатами картинной галереи; для повышения квалификации художников планировалось два раза в неделю проводить практические занятия по рисунку под руководством большого мастера живописи И. С. Горюшкина-Сорокопудова.»
21 октября 1937 года был арестован Пензенским ГО УНКВД по Тамбовской области.
Обвинен по статье 58, п. 6 в шпионаже в пользу Японии, и осужден УНКВД СССР, Прокуратура СССР 26 октября 1937 года.
Расстрелян в Пензе 1 декабря 1937 года.
Реабилитирован 7 апреля 1956 года определением Верховного суда СССР за отсутствием состава преступления, Архивное дело: АСД № 4286, УФСБ РФ по Пензенской области.

## Семья
Сын
- Николай (Нарик, Коммунар) Флавианович Суровцев —  родился в Харбине, рос как сын врага народа, убежал в 17 лет на фронт и прошел всю войну дослужившись до капитана[9], окончил ВГИК, сценарист документального кино[10]